# Cambra de Representants de Puerto Rico
La Cambra de Representants de Puerto Rico (castellà: Cámara de Representantes de Puerto Rico) és la cambra baixa de l'Assemblea Legislativa bicameral de Puerto Rico. La Cambra, juntament amb el Senat de Puerto Rico, controla la branca legislativa del govern de Puerto Rico.
L'estructura i les responsabilitats de la Cambra són definides dins l'article III de la Constitució de Puerto Rico, el qual atorga tot el poder legislatiu en l'Assemblea Legislativa. Cada projecte de llei ha de ser aprovat per ambdós cambres, el Senat i la Cambra de Representants, i signat pel Governador de Puerto Rico per tal d'esdevenir llei. La Cambra està formada per cinquanta-un representants: quaranta que representen els districtes de Puerto Rico (amb un representant per districte) i onze addicionals elegits per acumulació (circumscripció única).
La Cambra ha estat en funcionament des de 1900. La legislatura des de les eleccions de 2012 és la 29a amb una majoria simple del Partit Popular Democràtic que li dona el control de la Cambra sense oposició política excepte per esmenes constitucionals.
La Cambra de Representants, juntament amb els seus membres i personal, està en la meitat oest del Capitoli de Puerto Rico. El seu color representatiu és el verd, en representació del poble.

## Història
La Cambra de Representants és el cos legislatiu de major antiguitat de Puerto Rico. El seu inici es remunta al 25 de novembre de 1897, quan l'efímera Carta Autonòmica concedida a l'illa pel règim espanyol de llavors, va disposar per la creació d'una Cambra de Representants de 32 membres elegits pel poble porto-riqueny. A aquesta càmera s'agregava un Consell d'Administració (o Executiu) de 15 membres, vuit dels quals eren triats per un Col·legi de Compromissaris i els set restants eren nomenats pel Governador General, en representació del rei. La Cambra de Delegats i el Consell d'Administració tenien iguals facultats legislatives. De manera que el primer Parlament no resultava ser elegit totalment pel poble. En aquells dies, l'Illa estava dividida en vuit districtes electorals.
El 25 de juliol de 1898, vuit mesos després de la Carta Autonòmica, van arribar a Puerto Rico les tropes nord-americanes i el 18 d'octubre s'iniciava la sobirania dels Estats Units d'Amèrica sobre Puerto Rico. El 12 d'abril de 1900 - després d'un breu període de règim militar - el Congrés dels EUA va aprovar el primer govern civil de Puerto Rico: la Llei Foraker, que va proveir, a partir del l'1 de maig, un Governador Civil per a l'illa i una Assemblea Legislativa consistent en una Càmera de Delegats de 35 membres elegits totalment pels porto-riquenys, i un Consell Executiu de 11 membres, designats tots pel President dels Estats Units. Dels 11 membres d'aquest Consell (que era una mena de cambra alta) 6 ocupaven càrrecs en el Gabinet del Governador, el que era una desviació de la separació dels poders executiu, legislatiu i judicial.
L'anterior composició del Poder Legislatiu va continuar així fins a l'any de 1917. El 2 de març d'aquest any, el president Woodrow Wilson va aprovar la Llei Jones que va permetr la constitució del primer Poder Legislatiu real de l'illa, en establir una Cambra de Representants de 39 membres i un Senat de 19 membres, tots triats directament per l'electorat de l'Illa. Puerto Rico va ser dividit en set districtes senatorials i en 35 representatius.
Amb l'aprovació pel Congrés dels Estats Units el juliol de 1950 de la Llei 600, l'Illa va ser dividida en vuit districtes senatorials i 40 representatius, com continua actualment. El Poder Executiu va continuar dirigit per un Governador triat cada quatre anys per l'electorat porto-riqueny, com venia ocorrent des de 1948.

### Eleccions

Estructura de la Cambra de Representants: Puerto Rico és dividit en 40 districtes amb un representant per districte. Adicionalment, 11 representants son elegits per circumscripció única. Ambdós grups serveixen amb els mateixos poders i drets.

Les eleccions a la Cambra de Representants són realitzades cada quatre anys en el dimarts després del primer dilluns de novembre, juntament amb les eleccions per governador, comissari resident, el Senat, els alcaldes, i les assemblees municipals. El darrera elecció es va realitzar el 6 de novembre de 2012 on els membres de la 29a Cambra de Representants de Puerto Rico va ser elegida. L'elecció propera està prevista pel 8 de novembre de 2020 per la 31a legislatura.